# Hongqi EHS7
La Hongqi EHS7 est un SUV premium électrique produit par le constructeur automobile chinois Hongqi.

## Présentation

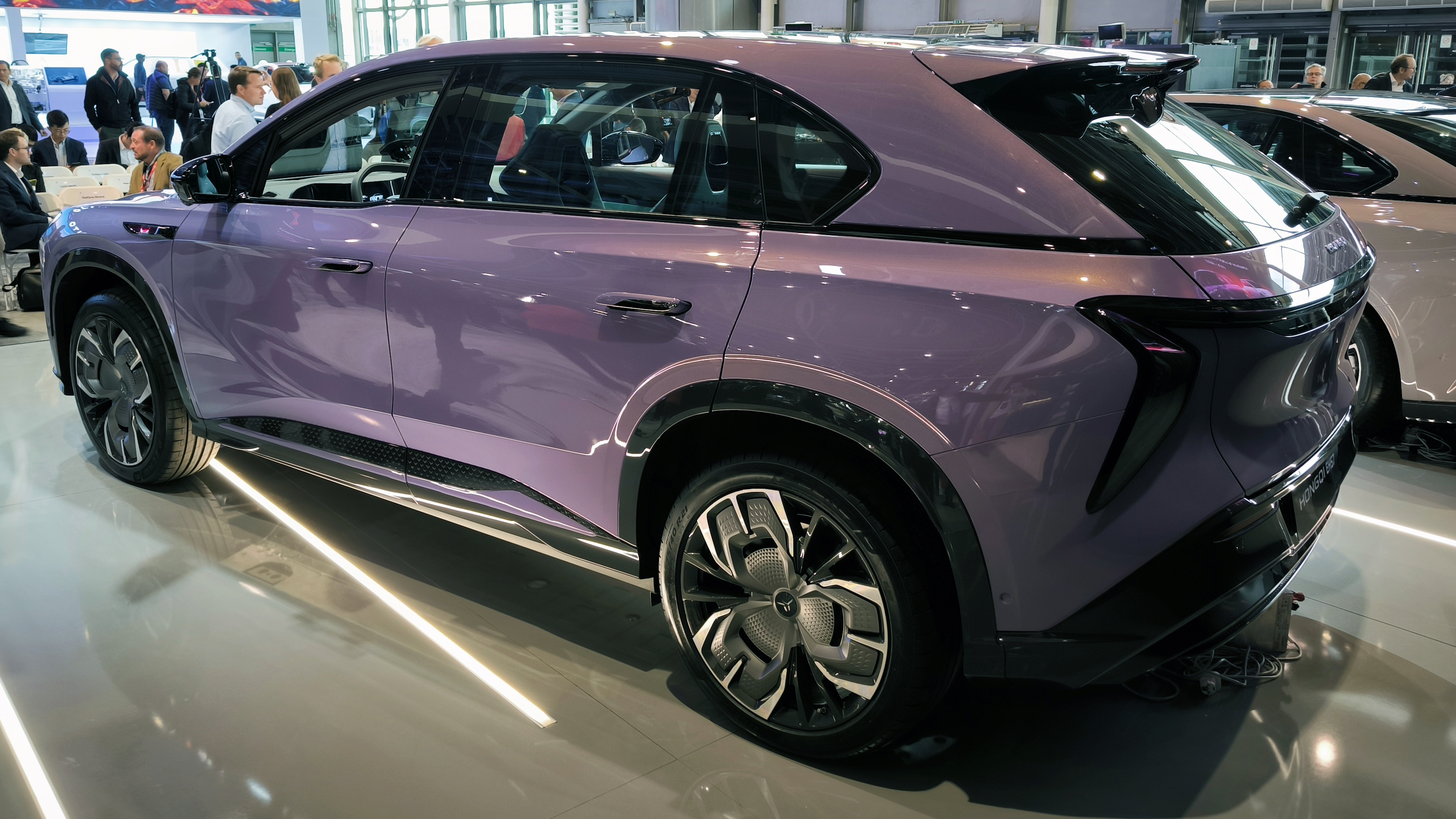
Vue arrière

La Hongqi EHS7 est présentée au salon de l'automobile de Pékin (Beijing Auto Show) en avril 2024, puis présentée en Europe au Mondial de l'automobile de Paris 2024.

## Caractéristiques techniques

### Motorisations
L'EHS7 propose deux motorisations électriques, une propulsion (RWD) et une à transmission intégrale (AWD). La RWD est dotée d'un moteur électrique arrière de 253 kW (344 ch) et l'AWD ajoute un moteur avant 202 kW (275 ch) pour une puissance cumulée de 455 kW (619 ch).

### Batteries
L'EHY est disponible avec trois capacités de batteries : 75, 85 et 111 kWh.